# Jaya jezik
Jaya jezik (ISO 639-3: jyy), jedan od 8 bagirmi jezika, skupine sara-bagirmi, nilsko-saharska porodica, kojim govori 2 200 ljudi (1993 popis) u čadskoj regiji Guéra, 50 kilometara sjeverno-sjeverozapadno od Bitkine. Leksički mu je najbliži Naba [mne] 44%.
Podskupinu bagirmmi čini s jezicima bagirmi [bmi], berakou [bxv], disa [dsi], gula [glu], kenga [kyq], morom [bdo] i naba [mne]. 

## Vanjske poveznice
- Ethnologue (14th)
- Ethnologue (15th)